# 성동초등학교 (강원)
성동초등학교는 대한민국 강원특별자치도 횡성군 횡성읍 옥동리 177에 있었던 공립 초등학교이다.

## 연혁
- 1946년 4월 1일 횡성국민학교 옥동분교 인가
- 1949년 4월 10일 성동국민학교로 인가
- 1952년 3월 24일 제1회 졸업(27명)
- 1996년 3월 1일 성동초등학교로 개칭
- 1999년 9월 1일 폐교